# Tertius Zongo

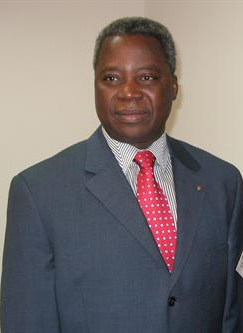
Tertius Zongo.

Tertius Zongo (Koudougou, 18 de mayo de 1957) es un político de Burkina Faso. Fue el primer ministro del país desde junio de 2007 hasta abril de 2011. Es experto en economía.
Ha ocupado diversos cargos a lo largo de su carrera política: ministro de Economía y Hacienda desde 1997 a 2000, portavoz del gobierno de 1996 a 2000 y diputado encargado de Finanzas y Desarrollo en 1995. Además como economista ha sido el gobernador para Burkina Faso del Fondo Monetario Internacional y el Banco Mundial entre otras organizaciones económicas mundiales y regionales. Antes de ser nombrado primer ministro, desde el 14 de febrero de 2002, era el embajador de su país en Estados Unidos. Fue sustituido en el cargo por Luc-Adolphe Tiao en abril de 2011 tras una revuelta de estudiantes, personal militar y policías.

## Biografía
Zongo nació en Koudougou. Su padre era un pastor evangélico. Tertius Zongo fue por lo tanto muy temprano influenciado por la religión. Fue criado en estricto respeto de la religión. Tiene una amplia experiencia en economía y contabilidad. En junio de 1995, fue nombrado ministro delegado de Presupuesto y Planificación, bajo las órdenes del ministro de Economía, Finanzas y Planificación. En febrero de 1996, se convirtió en portavoz del gobierno, además de su papel como ministro delegado, y es portavoz del gobierno hasta noviembre de 2000. Su cartera fue reemplazada por la de ministro delegado para finanzas y desarrollo económico. dirigido por el primer ministro en septiembre de 1996; más tarde fue ascendido al cargo de ministro de Economía y Finanzas el 10 de junio de 1997. Permaneció en este último cargo hasta noviembre de 2000. El 14 de febrero de 2002, se convirtió en embajador en los Estados Unidos, hasta fue nombrado primer ministro en junio de 2007.
Zongo también fue gobernador de Burkina Faso en el Banco Mundial, el Fondo Monetario Internacional, el Banco Africano de Desarrollo y el Banco Islámico de Desarrollo. En 1992, fue director general de Cooperación en el Ministerio de Finanzas y Planificación y Jefe del Departamento de Cooperación Multilateral de 1988 a 1992. También fue profesor de Contabilidad, Economía y Análisis de Negocios. en la universidad de uagadugú. en burkina faso. Zongo tiene una maestría en economía del Instituto de Administración de Empresas de Francia.

| Predecesor: Paramanga Ernest Yonli | Primer ministro de Burkina Faso 2007 - 2011 | Sucesor: Luc-Adolphe Tiao |